# Белокрылый пингвин
Белокрылый пингвин (лат. Eudyptula minor albosignata) — подвид небольших пингвинов. В длину он достигает примерно 30 см, весит до полутора кг. Своё английское название «white-flippered penguin» («белоластый пингвин») получил за белые отметины на ластах, уникальные для этого подвида. Гнездится только на полуострове Банкс и острове Мотунау. Оба места гнездования расположены недалеко от города Крайстчерч, это Южный остров Новой Зеландии. Численность северного малого пингвина составляет только около 3750 размножающихся пар.

## Классификация
В настоящее время большинство учёных считают, что белокрылый пингвин — это подвид малого пингвина (Eudyptula minor). Проведённый Банксом и др. в 2002 анализ митохондриальных ДНК этих птиц позволяет предполагать, что малые пингвины Северного острова Новой Зеландии и острова Чатем должны считаться отдельным видом. При этом белокрылый пингвин становится подвидом уже этого вида, а малые пингвины Австралии и западной части Южного острова Новой Зеландии выделяются в другой отдельный вид. Ширихаи (Shirihai) в своей работе 2008 года рассматривает белокрылого пингвина как географическую расу вида «малый пингвин». В конечном итоге, с 2009 МСОП и «BirdLife International» считают белокрылого пингвина подвидом малого пингвина.

## Среда обитания
Эти пингвины селятся на мысах, в пещерах, в нагромождениях скал, а также на защищённых от ветра берегах бухт. Встречаются в основном в Кентербери, Новая Зеландия.

## Поведение
В отличие от остальных пингвинов, белокрылые пингвины — в основном ночные животные. Днём они спят в норах на берегу, с наступлением же темноты уходят в море, чтобы вернуться на берег до рассвета. Однако на полуострове Банкс они и днём вылезают из своих нор, но в море не уходят. К вечеру эти пингвины собираются группами в море у берега и ждут, когда как следует стемнеет. Только тогда они могут спокойно уйти в море. Вся группа уходит в море одновременно.

## Размножение
Кладка яиц происходит с июля по декабрь, но большая часть яиц откладывается с августа по ноябрь. Самка всегда откладывает яйцо в норе, вырытой под деревом и обустроенной почти как гнездо. Однако пингвин может вырыть свою гнездовую нору также и в поросшем травой склоне или даже в песчаной дюне. Насиживание длится от 33 до 39 дней. Птенцы оперяются и готовы к выходу в море через 50-65 дней после своего вылупления.

## Питание
Белокрылые пингвины охотятся на мелких стайных рыб: сардин, анчоусов и подобных. Также едят головоногих, реже — ракообразных. Преследуют свою добычу под водой. Чаще всего охотятся не дальше 25 км от берега, каждое утро возвращаются к своим норам. Иногда в поисках добычи уходят от берега на расстояние до 75 км.

## Охрана вида
С августа 2010 белокрылый пингвин включён в текущую редакцию закона США «О Находящихся в Опасности Видах»  как находящийся в опасности подвид животных. 

«Группа за развитие биоразнообразия на острове Мотунау Архивная копия от 25 декабря 2013 на Wayback Machine» разработала и реализует проект по охране этих пингвинов.